# 푸키나어
푸키나어(Puquina)는 흔히 고립된 언어로 묘사되는 소규모의 추정적인 언어 또는 어족으로, 티티카카 호수의 남안 지역 주변에 살던 원주민 사람들이 썼다고 여겨진다. 19세기 초 이후로 화자에 대한 기록이 없다.
이 지역에 케추아어가 유입되기 전부터 사용되던 토착 언어로 추측되며, 지명이나 지역 언어에서 그 잔재를 찾을 수 있다. 또한 티티카카 호수 북쪽 고원지대에서 전통 약초사들이 사용하던 칼라와야어는 케추아어와 푸키나어의 혼합 언어라고 추정되고 있다. 일부 이론에 따르면 잉카 제국에서 평민들이 사용하던 케추아어와 대비되게 귀족 계층이 암호 언어로서 사용하던 카팍 시미(Qhapaq Simi)가 푸키나어와 밀접한 연관이 있다고 한다. 티티카카 호수 동안에서 사용되는 레코어와도 종종 연관성이 상정된다.